# Assamais

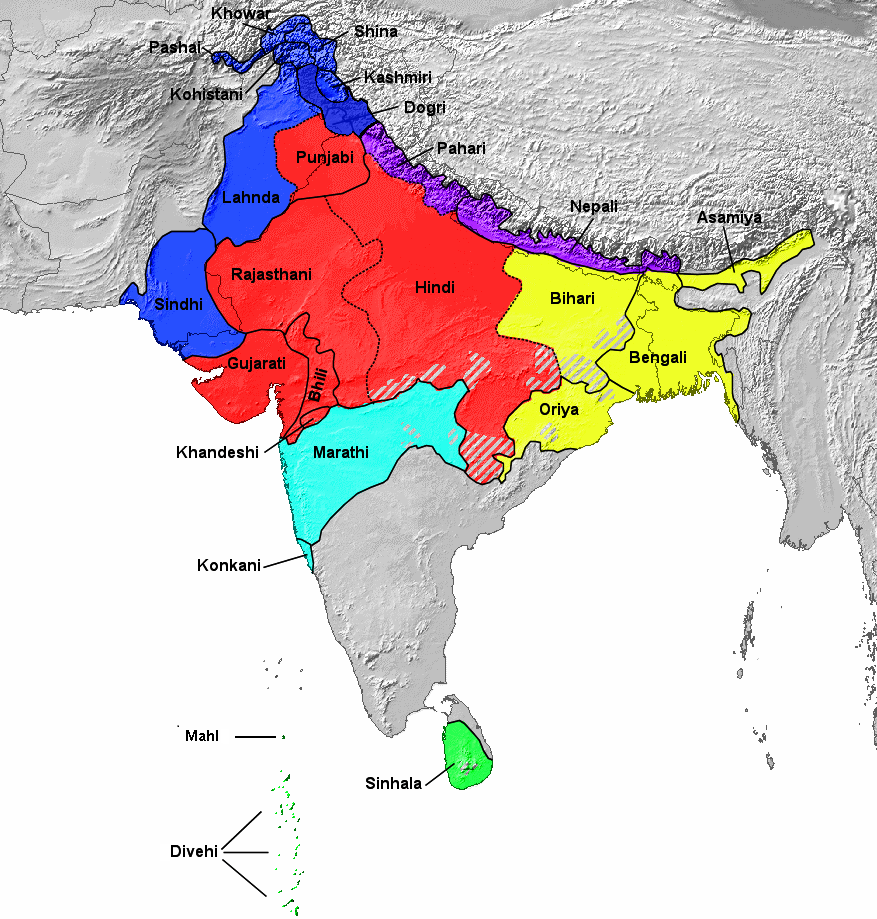
Généalogiquement, l'assamais appartient au groupe des langues indo-aryennes, sous groupe langues indiques orientales, indiquées sur la carte en jaune.

L'assamais (autonyme : অসমীয়া, romanisation : ôxômiya, /ɔxɔmija/) est une langue indo-européenne parlée principalement dans l'État de l'Assam au nord-est de l'Inde, mais aussi dans certaines parties de l'Arunachal Pradesh et d'autres États du nord-est de l'Inde. De petites poches de locuteurs assamais existent aussi au Bhoutan. C'est la plus orientale des langues indo-européennes et elle est parlée par plus de 13 millions de personnes. Une variante de l’alphasyllabaire bengali, l'alphabet assamais (en), est utilisée communément pour écrire cette langue.
C'est la langue officielle de l'Assam.

## Assamais L2
Selon les résultats du recensement de la population et de l'habitat de l'Inde effectué en 2001, l'assamais, outre le fait d'être la langue maternelle de 13 168 484 Indiens, est aussi la première langue subsidiaire de 5 079 447 autres, dont les principales langues maternelles sont :
| # | Langue maternelle | Locuteurs d'assamais |
| - | ----------------- | -------------------- |
| 1 | Bengali           | 2 074 530            |
| 2 | Bodo              | 627 207              |
| 3 | Hindi             | 524 974              |
| 4 | Népalais          | 325 989              |
| 5 | Mishing (en)      | 294 421              |
| 6 | Karbi             | 200 797              |
| - | Autres            | 1 031 529            |
|   | Total             | 5 079 447            |

## Phonologie

### Voyelles
|             | Antérieures | Antérieures | Antérieures | Centrales | Centrales | Centrales | Postérieures | Postérieures | Postérieures |
| ----------- | ----------- | ----------- | ----------- | --------- | --------- | --------- | ------------ | ------------ | ------------ |
| Fermées     | [i]         | i           | ই/ঈ         |           |           |           | [u]          | u            | উ/ঊ          |
| Pré-fermées |             |             |             | [ʊ~o]     | ú/o'      | ও         |              |              |              |
| Mi-fermées  | [e]         | é           | এʼ          | [o]       | ó         | অʼ        |              |              |              |
| Mi-ouvertes | [ɛ]         | e           | এ           | [ɔ]       | o         | অ         |              |              |              |
| Ouvertes    |             |             |             | [a]       | a         | আ         |              |              |              |

Les diphtongues de l'assamais sont les suivantes : [ai], [au], [ei], [eu], [iu], [oi], [ou], [ɔi], [ua] et [ui].

### Consonnes
|             |            | Labiales et labio-vélaires | Labiales et labio-vélaires | Labiales et labio-vélaires | Alvéolaires | Alvéolaires | Alvéolaires | Vélaires et palatales | Vélaires et palatales | Vélaires et palatales | Glottales | Glottales | Glottales |
| ----------- | ---------- | -------------------------- | -------------------------- | -------------------------- | ----------- | ----------- | ----------- | --------------------- | --------------------- | --------------------- | --------- | --------- | --------- |
| Nasales     | Nasales    | [m]                        | m                          | ম                          | [n]         | n           | ন/ণ         | [ŋ]                   | ng                    | ঙ/ং                    |           |           |           |
| Occlusives  | sourdes    | [p]                        | p                          | প                          | [t]         | t           | ত/ট         | [k]                   | k                     | ক                     |           |           |           |
| Occlusives  | aspirées   | [pʰ]                       | ph                         | ফ                          | [tʰ]        | th          | থ/ঠ         | [kʰ]                  | kh                    | খ                     |           |           |           |
| Occlusives  | voisées    | [b]                        | b                          | ব                          | [d]         | d           | দ/ড         | [g]                   | g                     | গ                     |           |           |           |
| Occlusives  | murmurées  | [bʱ]                       | bh                         | ভ                          | [dʱ]        | dh          | ধ/ঢ         | [gʱ]                  | gh                    | ঘ                     |           |           |           |
| Frictatives | sourdes    |                            |                            |                            | [s]         | s           | চ/ছ         | [ x]                  | x                     | শ/ষ/স                 | [ɦ]       | h         | হ         |
| Frictatives | voisées    | [z]                        | z                          | জ/ঝ/য                      |             |             |             |                       |                       |                       |           |           |           |
| Spirantes   | centrales  | [w]                        | w                          | ৱ                          | [ɹ]         | r           | ৰ           | [ j]                  | y                     | য়/্য (য)               |           |           |           |
| Spirantes   | lattérales |                            |                            |                            | [l]         | l           | ল           |                       |                       |                       |           |           |           |

## Nombres
La numération assamaise est un système de numération décimal. Elle utilise les chiffres de l'alphasyllabaire bengali.
| Chiffre en bengali | Chiffre indo-arabe | Écriture en assamais | Écriture en assamais romanisée |
| ------------------ | ------------------ | -------------------- | ------------------------------ |
| ০                  | 0                  | শূন্য                  | xhunyô                         |
| ১                  | 1                  | এক                   | ek                             |
| ২                  | 2                  | দুই                   | dui                            |
| ৩                  | 3                  | তিনি                   | tini                           |
| ৪                  | 4                  | চাৰি                   | sari                           |
| ৫                  | 5                  | পাঁচ                   | pans                           |
| ৬                  | 6                  | ছয়                   | shôy                           |
| ৭                  | 7                  | সাত                   | xat                            |
| ৮                  | 8                  | আঠ                   | ath                            |
| ৯                  | 9                  | ন                    | nô                             |
| ১০                 | 10                 | দহ                   | dôhô                           |
| ১১                 | 11                 | এঘাৰ                  | egharô                         |
| ১২                 | 12                 | বাৰ                   | barô                           |
| ২০                 | 20                 | বিশ                   | bixh                           |
| ২১                 | 21                 | একৈশ                  | ekôixh                         |
| ৩০                 | 30                 | ত্রিশ                  | trixh                          |
| ৪০                 | 40                 | চল্লিশ                 | sôllixh                        |
| ৫০                 | 50                 | পঞ্চাশ                 | pônchaxh                       |
| ৬০                 | 60                 | ষাঠি                   | xhathi                         |
| ৭০                 | 70                 | সত্তৰ                 | xôttôr                         |
| ৮০                 | 80                 | আঁশি                   | anshi                          |
| ৯০                 | 90                 | নব্বৈ                  | nôbbôi                         |
| ১০০                | 100                | শ                    | xhô                            |
| ১০০০               | 1 000              | হাজাৰ                  | hajar                          |
| ১০০০০              | 10 000             | দহ হাজাৰ               | dôhô hajar                     |
| ১০০০০০             | 100 000            | লাখ                   | lakh                           |
| ১০০০০০০            | 1 000 000          | নিযুত                  | nizut                          |
| ১০০০০০০০           | 10 000 000         | কোটি                   | kûti                           |
| ১০০০০০০০০          | 100 000 000        | দহ কোটি                | dôhô kûti                      |
| ১০০০০০০০০০         | 1 000 000 000      | শঙ্খ                  | xhôngkhô                       |